# Net2Phone
net2phone é um provedor de comunicações em nuvem que oferece serviços de telefonia baseados em nuvem para empresas em todo o mundo. A empresa é uma subsidiária da IDT Corporation.

## História
A net2phone foi fundada em 1990 pelo empresário de telecomunicações Howard Jonas, presidente e diretor executivo da empresa controladora da net2phone, a IDT Corporation. A empresa foi pioneira na comercialização de tecnologias de protocolo de voz sobre Internet (VoIP), aproveitando a infraestrutura e os negócios globais de operadoras da IDT e concentrando-se na transição de empresas e consumidores da PSTN, interconexões tradicionais de telecomunicações, para voz sobre IP.
Em 30 de julho de 1999, durante a bolha das dot-com, a empresa tornou-se uma empresa pública através de uma oferta pública inicial, angariando 81 milhões de dólares. As acções subiram 77% no primeiro dia de negociação, para 26 dólares por ação. Após a conclusão da IPO, a IDT detinha 57% da empresa. Em poucas semanas, as acções aumentaram mais 100% em valor, para 53 dólares por ação.
Em março de 2000, numa transação facilitada pelo CEO da IDT, Howard Jonas, um consórcio de empresas de telecomunicações liderado pela AT&T anunciou um investimento de 1,4 mil milhões de dólares por uma participação de 32% na empresa, comprando acções por 75 dólares cada. A transação foi concluída em agosto de 2000. AOL tinha manifestado interesse em comprar a totalidade ou parte da empresa, mas não estava de acordo com o preço.
Em agosto de 2000, Jonathan Fram, presidente da empresa, deixou a empresa para se juntar à eVoice.
Em setembro de 2000, a empresa formou a Adir Technologies, uma joint venture com a Cisco Systems. Em março de 2002, a empresa processou a Cisco por quebra de contrato.
Em fevereiro de 2002, a empresa anunciou 110 despedimentos, ou seja, 28% da sua força de trabalho.
Em outubro de 2004, Liore Alroy tornou-se directora executiva da empresa.
Em 13 de março de 2006, a IDT Corporation adquiriu as ações da empresa que ainda não possuía por US$ 2,05 por ação.
Em 2015, a net2phone começou a fornecer Comunicações Unificadas como Serviço (UCaaS) direcionadas para o mercado de SMB. A iniciativa UCaaS da net2phone foi desenvolvida pela equipa de gestão da empresa liderada pelo seu Presidente, Jonah Fink.
Nos 3 anos seguintes, a net2phone continuou a expandir sua oferta de UCaaS para a Argentina, Brasil, Colômbia, México, e Peru, aproveitando a sua infraestrutura local, licenças de comunicação e pessoal local, tudo isto enquanto vende na moeda local e nos idiomas do respetivo mercado.

## Aquisições
Em 2001, a empresa adquiriu a iPing.
Em 2000, a empresa adquiriu o Aplio, um fabricante de aparelhos de internet localizado em San Bruno, Califórnia.
Como as comunicações unificadas exigem mais do que apenas voz sobre IP, como mensagens - em janeiro de 2017, a net2phone adquiriu a Live Ninja, um provedor com sede em Miami de um serviço de gerenciamento de mensagens e bate-papo ao vivo voltado para o cliente.
Em 2018, a net2phone lançou uma versão actualizada da sua plataforma de comunicações, incorporando a tecnologia e as capacidades da aquisição da Live Ninja.
Uma expansão adicional veio em 2019 com a aquisição da Versature, um provedor de comunicações empresariais baseadas em SaaS e VoIP hospedado que atende ao mercado canadense.
Em 2020, com a aquisição da RingSouth Europa, um fornecedor de comunicações empresariais com sede em Múrcia, Espanha.
Em 2020, com o surgimento da pandemia COVID-19 causando uma mudança no ambiente de trabalho, a net2phone lançou uma integração nativa no Microsoft Teams, bem como sua própria plataforma de videoconferência, net2phone Huddle, seguida por outras integrações em ferramentas de CRM, como Salesforce e Zoho, e ferramentas de colaboração, como Slack.
Em 2022, a net2phone adquiriu a Integra CCS,[25] um provedor de Contact Center as a Service (CCaaS) operando no Uruguai.

## Produtos e Serviços

### UNITE
O UNITE é o produto de Comunicações Unificadas como Serviço (UCaaS) da net2phone, que fornece às empresas voz, vídeo, bate-papo, texto e integrações. O produto oferece recursos avançados de chamadas, relatórios, análises e integrações com ferramentas SaaS populares que podem ser gerenciadas por meio de uma interface baseada na Web.

### uContact
O uContact da net2phone é uma plataforma de Contact Center as a Service (CCaaS) introduzida por meio da aquisição da Integra em 2022. O uContact apresenta um conjunto de recursos de contact center, incluindo suporte omnichannel, mídia social, chatbots, gerenciamento de fluxo de trabalho e ferramentas de desenvolvimento. 

### Huddle
O Huddle é uma plataforma de videoconferência de alta definição da net2phone lançada em abril de 2020. As conferências Huddle são protegidas por código de acesso e encriptadas. O Huddle inclui várias funcionalidades, incluindo partilha de ecrã, transmissão do YouTube, mensagens de chat e uma opção de levantar a mão. A aplicação é acessível a partir do ambiente de trabalho ou de um dispositivo móvel. 

### net2phone AI
O net2phone AI foi lançado em julho de 2023 como um serviço complementar concebido para otimizar as interacções entre agentes e clientes. As principais funcionalidades incluem análise de sentimentos, transcrição automática de chamadas, e-mails de acompanhamento gerados automaticamente, resumos de chamadas gerados automaticamente, notas de treinamento geradas por IA, análise de chamadas e integrações de CRM. O net2phone AI está disponível em vários idiomas e se integra a plataformas de comunicação ou voz que oferecem suporte a webhooks de API. 

### SIP Trunking
A net2phone oferece serviços de trunking SIP, permitindo às empresas fundir voz e dados numa plataforma de comunicações unificada sem necessidade de substituição de equipamento. A solução de entroncamento SIP inclui características como interacções de voz de alta qualidade, chamadas internacionais, suporte híbrido SIP e hospedado, maior segurança, suporte de codec e uma rede estável e totalmente redundante.
1. ↑  Koo, Carolyn (13 de dezembro de 1999). «Net2Phone Surges on Earnings, Qualcomm Deal». TheStreet (em inglês). Consultado em 5 de fevereiro de 2024
2. ↑  Koo, Carolyn (13 de dezembro de 1999). «Net2Phone Surges on Earnings, Qualcomm Deal». TheStreet (em inglês). Consultado em 5 de fevereiro de 2024
3. ↑  «AT&T, Yahoo! Invest In Net2Phone». Forbes (em inglês). Consultado em 5 de fevereiro de 2024
4. ↑  «AT&T trumps AOL, buys into Net2Phone». ZDNET (em inglês). Consultado em 5 de fevereiro de 2024
5. ↑  «News». www.businesswire.com (em inglês). Consultado em 5 de fevereiro de 2024
6. ↑  Perry, Jessica (9 de agosto de 2005). «ADIR Technologies Completes Acquisition of NetSpeak». NJBIZ (em inglês). Consultado em 5 de fevereiro de 2024
7. ↑  «Cisco calls on Net2Phone - Sep. 18, 2000». money.cnn.com. Consultado em 5 de fevereiro de 2024
8. ↑  «News». www.businesswire.com (em inglês). Consultado em 5 de fevereiro de 2024
9. ↑  net2phone. «net2phone Launches Hosted PBX Service in Argentina». www.prnewswire.com (em inglês). Consultado em 5 de fevereiro de 2024
10. ↑  net2phone. «net2phone Launches Hosted PBX Unlimited Service in Colombia». www.prnewswire.com (em inglês). Consultado em 5 de fevereiro de 2024
11. ↑  net2phone. «net2phone Launches Unified Communications Service in Mexico». www.prnewswire.com (em inglês). Consultado em 5 de fevereiro de 2024
12. ↑  net2phone. «net2phone Acquires LiveNinja». www.prnewswire.com (em inglês). Consultado em 5 de fevereiro de 2024
13. ↑  «IDT unit buys Canada's Versature». www.spglobal.com (em inglês). Consultado em 5 de fevereiro de 2024
14. ↑  «net2phone Acquires Spanish UCaaS Provider RingSouth Europa». markets.businessinsider.com (em inglês). Consultado em 5 de fevereiro de 2024
15. ↑  net2phone. «net2phone's Cloud Communications Service Now Integrates with Microsoft Teams». www.prnewswire.com (em inglês). Consultado em 5 de fevereiro de 2024